# Ударный генератор
Уда́рный генера́тор — синхронный генератор (как правило, трёхфазного тока), предназначенный для кратковременной работы в режиме короткого замыкания (КЗ).
Обычно ударный генератор выполняется в виде двухполюсной синхронной машины с воздушным охлаждением. Отличаются от обычных синхронных генераторов, рассчитанных на длительную отдачу электрической энергии, тем, что являются накопителями энергии, генерирующими большую электрическую мощность в течение весьма короткого промежутка времени, обычно исчисляемого долями секунды или секундами (КЗ длится 0,06-0,15 сек, после чего ударный генератор в течение нескольких минут охлаждают). Ударные генераторы применяются при испытаниях высоковольтной аппаратуры на включающую-отключающую способность, термическую и электродинамическую устойчивость, в физических экспериментах по управляемому термоядерному синтезу и т. д.

## История развития
Ударные генераторы для испытания выключающих аппаратов высокого напряжения в многополюсном исполнении начали изготавливать в 1916 г. Эти генераторы обладали относительно высоким значением сверхпереходной индуктивности Xd (недоступная ссылка). Самый крупный из выпущенных в тот период — ударный генератор мощностью в 100 МВА позволял получать мощность отключения порядка
500 МВА. В 1925 г. фирмой «Метрополитен-Виккерс» был построен первый двухполюсный быстроходный ударный генератор. Понижение величины сверхпереходной индуктивности позволило увеличить мощность отключения при коротком замыкании.
Для получения больших значений тока, необходимого для исследования сверхсильных магнитных полей по методу акад. П. Л. Капицы, был разработан однофазный импульсный синхронный генератор Капицы-Костенко. Цепь статора такого генератора для получения тока одного направления закорачивалась при помощи выключателя специальной конструкции в момент прохождения тока через максимальное значение и размыкалась в момент прохождения первой полуволны через нулевое значение. Первый импульсный генератор Капицы-Костенко был разработан в 1924 г. под руководством акад. М. П. Костенко и изготовлен заводом «Электросила».

## Модели ударных генераторов
В СССР разработчиком и производителем генераторов являлся завод «Электросила».
Основные модели ударных генераторов:
- ТИ-12-2;
- ТИ-25-2;
- ТИ-75-2;
- ТИ-100-2.

За рубежом ударные генераторы производят фирмы Siemens Power Generation и Mitsubishi Electric